# Ђампјетрино
Ђампјетрино, вероватно Ђовани Пјетро Рицоли (активан 1495–1549), био је северно италијански сликар Ломбардијске школе и Леонардовог круга, сажето окарактерисан од стране Сиднија Фридберга као “истраживач Леонардових дела”."

## Биографија
Ђампјетрино је био веома продуктиван сликар великих олтарских кипова, мадона, светих и митолошких жена. Већ дуже време, прави идентитет уметника није познат; био је познат само као Ђампјетрино, чије име се појавило на списку чланова Леонардовог атељеа. 1929. је Вилхелм Суида навео да би то могао да буде Ђовани Батиста Белмонте, пошто је Мадона потписана овим именом и датирана из 1509. године доведена у стилску везу са Ђампјетрином. Од тада, ова претпоставка се сматра застарелом, а Ђампјетрино се углавном идентификује као Ђовани Пјетро Рицоли, који је познат кроз документе.
Ђампјетрино се сматра за талентованог сликара који је значајно допринео дистрибуцији касног Леонардовог стила. Он је копирао многа Леонардова ремек-дела, притом остављајући за собом бројне оригиналне композиције. Многи од његових радова су сачувани у више верзија.

## Галерија одабраних радова
- Девица доји Христа са светим Јованом Крститељем у обожавању, око 1500–20, Музеј уметности у Сао Паулу
- Девица на стенама, детаљна копија Да Винчијеве истоимене слике
- Свети Јован у испосничкој ћелији
- Христ са симболом тројства
- Свети Јован Крститељ
- Саломе
- Дијана - богиња лова
- Марија са дететом, око 1520-1530
- Тајна вечера, око 1520, рад Ђампјетрина, копија истоимене Да Винчијеве слике, уље на платну, данас у колекцији Краљевске академије уметности у Лондону; тачна, пуноразмерна копија оригинала; ова слика била је главни извор двадесетогодишње рестаурације оригиналног ремек-дела (1978–1998)